# Pueblorrico
Pueblorrico este un municipiu din departamentul Antioquia, Columbia.